# Santana do Tabuleiro
Santana do Tabuleiro é um distrito do município brasileiro de Raul Soares, Minas Gerais.
Sua principal economia é a produção rural de café.
Santana do Tabuleiro conta com a população estimada de  650 habitantes area urbana,2200 área rural sendo que somando as regiões vizinhas os números ultrapassam de 2800 habitantes (Fonte IBGE 2000). Santana  é conhecido como um local religioso e hospitaleiro, contando com os festejos da Senhora Santana Ana no mês de julho. 
Possui uma escola : a Escola Estadual Padre Julio  Maria, que é referência de toda a região.Há a Igreja Católica de Santa  Ana  e a Igreja Evangélica Assembleia de Deus. Fica localizado a 10km da BR 116. Teve como principal figura política o ex vereador Joaquim Martins Gomes (Quinca donana) eleito três mandatos 2004,2008 e 2012, com respectivos 322,550,374 votos. Foi pioneiro na melhora de infraestrutura com água canalizada , e calçamento de ruas, principalmente a rua São José.

## História
1948: O distrito foi criado pela lei estadual nº 336, de 27 de dezembro. Com terras desmembradas do distrito de Vermelho Novo e São Vicente da Estrela.
No ano de 1979 tem início a instalação da rede elétrica no distrito. 
No ano de 1993 foi construída a praça José Cipriano de Oliveira. 
No ano de 1995 o distrito tenta sua emancipação do município de Raul Soares,não obtendo êxito. 
Em 2002 o distrito passa a ser atendido com telefonia fixa da extinta telemar.
Em 2011 é inaugurado o ginásio poliesportivo. 
Em 2015 o distrito passa a contar com telefonia móvel da vivo.

## Educação
O setor da educação é atendido pela Escola Estadual Padre Júlio Maria que uma das melhores da região. 
O distrito é dotado de 4 escolas municipais que atendem a zona rural.